# 메리 불린

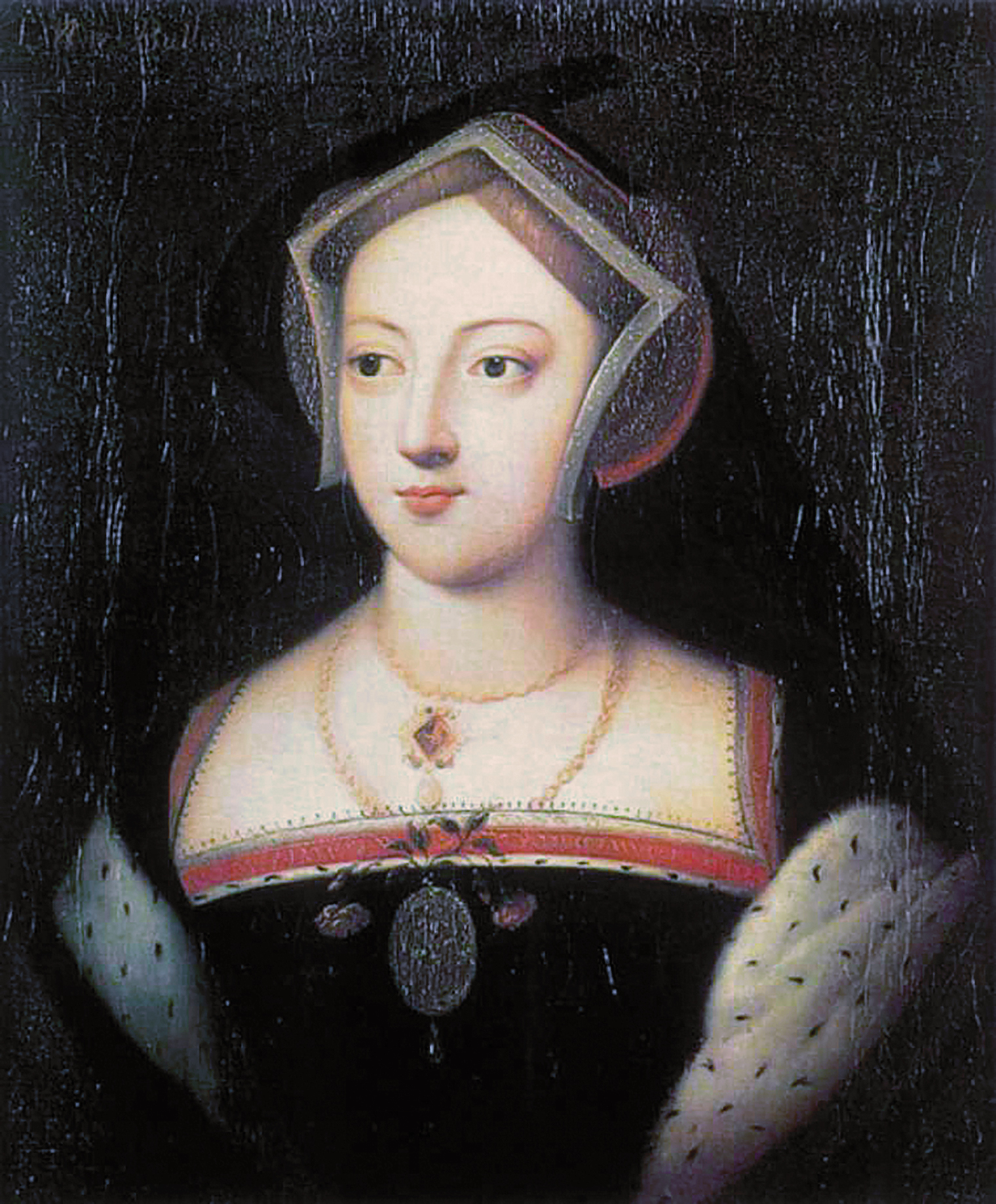
메리 불린

메리 불린(영어: Mary Boleyn, 1499년(추정) ~ 1543년 7월 19일)은 16세기 초 잉글랜드 왕국에 상당한 영향력을 끼친 것으로 알려진 불린 가문의 일원으로, 엘리자베스 1세의 생모인 앤 불린의 자매이다. 아버지는 토머스 불린, 어머니는 엘리자베스 하워드이다. 남매로는 앤과 나중에 로치퍼드 자작이 되는 조지 불린이 있으며 오랫동안 세 남매의 순서가 어떻게 되는지는 기록의 부족으로 논쟁의 여지가 있었으나 현재로서는 메리가 장녀, 앤이 차녀이며 조지가 막내인 것으로 추측되고 있다.
메리는 잉글랜드의 헨리 8세와 그의 맞수였던 프랑스의 프랑수아 1세 두 사람 모두의 정부였던 전적이 있으며, 두 번 결혼했다.

## 생애
메리는 노포크의 블리클링 홀(Blickling Hall)에서 태어나 켄트의 히버 성에서 자랐다. 아버지 토머스 불린은 오늘날에도 잉글랜드 최고의 명문집안으로 불리는 처가 쪽 하워드 가문보다는 지체가 떨어졌지만, 장미 전쟁 이후 새롭게 부상하는 신흥 귀족 가문 출신의 매우 부유한 외교관이었으므로 메리는 부족한 것 없이 유복하게 성장했다.
앤 불린과 조지 불린을 포함해 메리의 정확한 생년월일에 대해서는 1499년과 1508년 사이라는 것 외에는 알려진 바가 없다. 그러나 현재로서는 대부분의 역사가가 메리의 생년을 1499년, 즉 세 남매 가운데 맏이로 보고 있다. 가장 강력한 증거로는 메리의 손자였던 헨리 헌즈던이 자신이 불린 가문의 적법한 후계자임을 주장하며 외할아버지인 토머스가 가졌던 오먼드 백작의 작위를 요구한 점이다. 귀족 사회의 법칙에 따르면, 만일 앤 불린이 장녀이고 메리가 차녀였다면 남자 후계자인 조지 불린이 처형된 이후 불린 가문의 적법한 후계자는 앤 불린과 그 딸인 엘리자베스 1세가 되므로 헨리 헌즈던이 후계자로 나설 수 없기 때문이다.
한때 메리는 외국에서 교육을 받고, 네덜란드의 섭정이었던 오스트리아의 마르가리타의 궁정에서 시녀로 일했던 것으로 알려졌으나, 실제로 그랬던 것은 동생인 앤 불린인 것으로 확인되었다. 메리 자신은 잉글랜드 안에서 대부분의 어린 시절을 보냈다.
1514년경, 12살에서 15살까지 메리는 루이 12세와 혼인해 프랑스의 왕비가 된 잉글랜드 공주 메리 튜더(헨리 8세의 누이. 헨리 8세의 장녀 메리 1세와는 다른 인물)의 시녀로 뽑혀 프랑스로 보내졌다. 결혼 이후 대부분의 잉글랜드 출신 시녀들이 루이 12세에 의해 본국으로 보내졌으나 메리는 아버지의 도움으로 프랑스 궁정에 남았다. 이후 메리 튜더는 루이 12세가 결혼한 지 3개월 만에 사망하고 오빠인 헨리 8세의 친구였던 서포크 공작 찰스 브랜던과 결혼해 잉글랜드로 돌아갔으나 메리는 끝까지 남아 아버지에 의해 네덜란드에서 프랑스 궁정으로 다시 보내진 동생 앤 불린과 함께 새 왕 프랑수아 1세와 그의 왕비인 프랑스의 클로드를 보필하였다.

## 왕의 정부
일설에 따르면 프랑스에 있는 동안 메리는 프랑수아 1세의 정부가 되었다. 프랑수아 1세는 메리를 “가장 수치스러운 창녀”, “나의 전용 마차” 등으로 불렀다. 그러나 프랑수아와의 관계가 끝난 이후에도 메리는 프랑스 궁정에서 계속 연애와 관련한 추문을 일으켜서 결국 아버지에 의해 다시 잉글랜드로 보내졌다. 잉글랜드에 되돌려보내진 이후 1519년경, 행실이 상당 부분 나아진 것으로 여겨지면서 메리는 다시 궁정사회에 들어갈 수 있었다.
잉글랜드에 보내진 이후 메리는 1520년 2월 4일 부유하고 명망 있는 가문의 윌리엄 캐리와 결혼하였다. 분명하지는 않지만, 헨리 8세 또한 하객으로 초대받은 이 결혼식을 전후해서 헨리 8세와 메리의 성관계가 시작되었을 것으로 보인다. 이들의 관계는 전혀 공식적으로 알려지지 않았고, 메리 또한 외국에서는 왕의 정부로서 충분히 누릴 수 있었던 부와 명예를 전혀 누리지 못했다. 이들의 관계는 1526년 3월 메리의 아들인 헨리 캐리가 태어나면서 끝난 것으로 추측된다.
두 사람의 관계 전후, 메리의 두 자녀 가운데 한 명 혹은 둘 다의 진짜 아버지가 헨리 8세라는 소문이 끊이지 않았다. 어떤 사람은 메리의 아들인 헨리 캐리가 헨리 8세와 닮은 점이 많다며 조심스럽게 기록했고, 아일워스의 교구 사제 존 헤일즈는 열 살가량의 그를 “어린 주인 캐리”라고 표현함으로써 일부 성직자들이 헨리 캐리를 왕의 사생아로 생각했음을 증명했다. 그러나 이 외에 헨리 캐리가 헨리 8세의 생물학적 아들이라는 증거는 없다. 실제로 유난히 아들을 좋아했던 헨리 8세가 비록 사생아이긴 했지만 또 다른 정부 엘리자베스 블런트와의 사이에서 낳은 아들 헨리 피츠로이에게 주었던 후한 대접과 헨리 캐리에 대한 푸대접을 비교해 볼 때, 최소한 헨리 8세는 헨리 캐리를 자신의 아들로 생각하지 않았다고 주장할 수 있다. 한편으로는 헨리 8세가 이미 메리의 자매인 앤 불린과 결혼하려고 한 상태에서, 왕비가 될 여인의 언니가 낳은 아이를 자신의 소생이라고 공개적으로 인정하면 체면이 깎인다고 생각했을 수도 있다.
헨리 8세의 첫 아내인 아라곤의 캐서린은 원래는 헨리 8세의 죽은 친형인 아서의 아내로, 헨리 8세의 형수였다. 이후 헨리 8세가 캐서린과 했던 혼인을 무효시키려고 들먹인 가장 큰 이유는 바로 이 결혼에서 아서와 캐서린이 성적으로 결합했을지도 모르며, 그렇다면 자신과 자기 형의 배우자였던 캐서린과 했던 결혼은 근친상간이라는 것이었다. 그러나 이후 헨리 8세가 앤 불린과 연애를 시작하면서 이 문제는 불린 가문의 자매들에게도 비슷하게 적용될 여지가 있었다. 교회법에 따르면 메리는 헨리 8세와 성관계를 맺은 정부였으므로 그러한 메리의 여동생과 헨리 8세의 결혼 또한 캐서린과 헨리 8세의 관계가 그랬던 것처럼 불법으로 해석될 수 있었던 것이다. 결국, 이 문제는 이후 앤 불린이 폐위될 때 혼인 무효의 강력한 근거 가운데 하나가 되었다.

## 자매의 상승과 두 번째 결혼
메리의 자매인 앤 불린이 프랑스 궁정에서 잉글랜드 궁정으로 돌아온 것은 1522년이었다. 두 자매의 사이는 그다지 가까운 편은 아니었다고 한다. 일반적으로 메리가 앤보다 더 아름다운 것으로 여겨졌으나 막상 야심만만하고 궁정 내에서 더 큰 인기를 누렸던 것은 동생인 앤이었다. 왕이 관심을 두기 시작했을 때도 앤은 메리와 달리 그의 애정이 사그라질 것을 걱정하여 그의 정부가 되는 것을 조심스럽게 거부하였다. 이러한 줄다리기 끝에 1527년 결국 헨리 8세는 앤 불린에 대한 애정과 더 젊은 여인과 결혼하여 아들을 얻고 싶다는 욕심으로 더는 아이를 가질 수 없게 된 캐서린과의 결혼 생활을 끝내고 앤과 재혼하기로 하였다.
그로부터 1년 후, 메리의 남편 윌리엄 캐리가 상당한 빚을 남긴 채 역병으로 사망하면서 헨리 8세는 앤 불린을 조카인 헨리 캐리의 후견인으로 인정해 주었고, 앤 불린은 그를 시토회 수도원에 보내 적절한 교육을 받을 수 있도록 도와주었다. 아버지 토머스가 메리에게 도움을 주었다는 기록은 전혀 없으나 앤은 메리가 생활을 꾸려나갈 수 있도록 매해 100파운드가량의 연금을 보장해 주었고, 1532년 왕비 즉위가 임박한 당시 헨리 8세와 함께 칼레를 방문할 즈음에는 메리를 자신의 시녀로 받아들여 궁정에서 지낼 수 있도록 하기도 하였다.
1534년 메리는 윌리엄 스태퍼드와 비밀리에 재혼하였는데, 그가 지위도 없고 소득도 너무 낮아 신분 이하의 결혼을 했다는 이유로 가족들에게 의절당하고 궁정에서도 추방당하였다. 이후 재정 형편이 너무나도 어려워지자 결국 메리는 어쩔 수 없이 헨리 8세의 고문 토머스 크롬웰을 비롯해 아버지와 삼촌, 동생 모두에게 자비를 구걸하였으나 모두 그녀에게 무관심했다. 이런 와중에 가장 먼저 메리에게 손을 뻗어 상당한 돈을 보내준 것은 앤 불린으로, 비록 메리가 다시 궁정에 나타나는 것은 허락하지 않았지만. 이 화해의 손짓을 통해 두 자매의 사이는 1534년부터 앤이 처형당하는 1536년까지 대단히 가까워졌다.

## 말년
1534년과 앤의 5월 19일의 처형 사이에 메리가 어떻게 살았는가를 추적하는 일은 몹시 어려운 일이다. 그녀는 자기 어머니를 방문하지도 않았고, 후에 런던 탑에 투옥되는 자매에게도, 또 다른 동생인 조지 불린의 처형식에도 찾아가지 않았다. 메리가 그들에게 편지를 썼다는 증거 또한 없다. 그들의 외삼촌인 노포크 공작 토머스 하워드가 그랬던 것처럼, 메리 또한 자신의 불명예스러운 친척들과의 접촉을 피하는 것이 현명하다고 생각했을 수도 있다. 다만, 메리의 딸인 일곱 살의 캐서린 캐리가 앤 불린의 요청에 따라 시녀의 자격으로서 처형 직전까지 자신의 이모를 모셨다.
메리와 그녀의 남편은 여전히 버림받은 채 에식스의 로치퍼드에 거주했다. 앤의 처형 이후, 그들의 어머니는 궁정을 떠나 1년 만에 사망했고, 아버지 토머스 역시 1년 뒤 세상을 떠났다. 부모의 사망 이후, 에식스에 있는 약간의 재산을 상속받은 메리는 이후 남은 삶을 남편과 함께 조용히 보낸 것으로 여겨진다. 메리는 1543년 40대 초반의 나이에, 그 시대의 기준으로 보아도 이른 나이에 세상을 떠났다.

## 자녀
- 캐서린 캐리 (1524년 - 1568년 1월 15일)
- 헨리 캐리, 헌즈던 남작 (1526년 3월 4일 - 1596년 7월 23일)